# Skikda
Skikda (arabo: سكيكدة), nota durante la colonizzazione francese come Fort de France e in seguito Philippeville, è una città costiera dell'Algeria del nord-est, ubicata nell'omonima divisione amministrativa.
La città ha una popolazione di 152.355 abitanti ed è uno dei principali centri industriali dell'Algeria (gas naturale, raffineria di petrolio, industria petrolchimica, acquedotto).
Nell'amministrazione algerina, è identificata con il numero 21.

## Geografica fisica
Nel golfo di Skikda  si trova la piccola Isola Srigina.

## Storia
L'odierna città è stata fondata dalla colonizzazione francese nel 1838 sul luogo di un'antica città punico-fenicia.
In epoca romana la città era stata un importante centro portuale della Numidia, chiamato Rusicadae, nome che in lingua punica significava promontorio di fuoco. Nel V secolo il porto romano fu distrutto dai Vandali.
Il 3 agosto 1914, allo scoppio della prima guerra mondiale, il porto di Philippeville fu pesantemente bombardato dall'incrociatore da battaglia tedesco Goeben.
Un'insurrezione armata nel 1955, durante la Guerra per l'indipendenza dell'Algeria, provocò la morte di 123 persone, per la maggior parte francesi o algerini sospettati di collaborazionismo. La rappresaglia dei Francesi avrebbe causato la morte di migliaia di persone, di cui 12.000 algerini e 1.200 francesi.

## Sport

### Calcio
A Skikda sorge lo Stade 20 Août 1955, che ospita le partite interne del JSM Skikda.